# Crusino II Sommaripa
Crusino II Sommaripa (morto ca. 1500) foi o senhor de Andros de 1468 até 1488, sucedendo seu irmão João Sommaripa.